# پربن کراب
پربن کراب (انگلیسی: Preben Krab؛ زادهٔ ۱۵ ژوئیهٔ ۱۹۵۲) از برندگان مدال‌های المپیک تابستانی اهل دانمارک است.